# Campeonato Europeo de Halterofilia de 2007
El LXXXVI Campeonato Europeo de Halterofilia se celebró en Estrasburgo (Francia) entre el 17 y el 22 de abril de 2007 bajo la organización de la Federación Europea de Halterofilia (EWF) y la Federación Francesa de Halterofilia.
Las competiciones se realizaron en el Pabellón Rhénus.

## Medallistas

### Masculino
| Evento          | Oro                                           | Plata                                              | Bronce                                           |
| --------------- | --------------------------------------------- | -------------------------------------------------- | ------------------------------------------------ |
| 56 kg (17.04)   | Igor Bour Moldavia 119 + 151 = 270            | Vitali Dzerbianiou · Bielorrusia · 122 + 144 = 266 | Igor Grabucea Moldavia 115 + 138 = 253           |
| 62 kg (18.04)   | Serguei Petrosian · Rusia · 130 + 159 = 289   | Henadzi Majveyenia · Bielorrusia · 134 + 154 = 288 | Erol Bilgin Turquía 128 + 158 = 286              |
| 69 kg (19.04)   | Vencelas Dabaya Francia 148 + 183 = 331       | Tigran Martirosian Armenia 155 + 176 = 331         | Vladislav Lukanin · Rusia · 147 + 175 = 322      |
| 77 kg (20.04)   | Guevorg Davtian Armenia 166 + 197 = 363       | Ara Jachatrian Armenia 165 + 196 = 361             | Taner Sağır Turquía 160 + 193 = 353              |
| 85 kg (21.04)   | Valeriu Calancea · Rumania · 165 + 208 = 373  | İzzet İnce Turquía 172 + 201 = 373                 | Vadzim Straltsou · Bielorrusia · 172 + 201 = 373 |
| 94 kg (21.04)   | Szymon Kołecki · Polonia · 177 + 218 = 395    | Roman Konstantinov · Rusia · 176 + 217 = 393       | Evgheni Bratan Moldavia 173 + 209 = 382          |
| 105 kg (22.04)  | Martin Tešovič · Eslovaquia · 187 + 224 = 411 | Gleb Pisarevski · Rusia · 186 + 221 = 407          | Dmitri Lapikov · Rusia · 185 + 217 = 402         |
| +105 kg (22.04) | Viktors Ščerbatihs Letonia 202 + 245 = 447    | Yevgueni Chiguishev · Rusia · 205 + 230 = 435      | Paweł Najdek · Polonia · 180 + 241 = 421         |

1. 1 2 3  Arrancada (kg) + dos tiempos (kg) = total olímpico (kg).

### Femenino
| Evento         | Oro                                            | Plata                                                 | Bronce                                           |
| -------------- | ---------------------------------------------- | ----------------------------------------------------- | ------------------------------------------------ |
| 48 kg (17.04)  | Estefanía Juan Tello · España · 85 + 104 = 189 | Nurcan Taylan Turquía 83 + 103 = 186                  | Genny Pagliaro · Italia · 84 + 95 = 179          |
| 53 kg (17.04)  | Mărioara Munteanu · Rumania · 86 + 104 = 190   | Nataliya Trotsenko · Ucrania · 86 + 100 = 186         | Svetlana Ulianova · Rusia · 81 + 103 = 184       |
| 58 kg (18.04)  | Marina Shainova · Rusia · 100 + 130 = 230      | Ruth Kasirye · Noruega · 93 + 117 = 210               | Aleksandra Klejnowska · Polonia · 90 + 118 = 208 |
| 63 kg (18.04)  | Meline Daluzian Armenia 108 + 135 = 243        | Sibel Şimşek Turquía 98 + 117 = 215                   | Hanna Batsiushka · Bielorrusia · 99 + 116 = 215  |
| 69 kg (19.04)  | Oxana Slivenko · Rusia · 112 + 145 = 257       | Nazik Avdalian Armenia 105 + 136 = 241                | Nataliya Davydova · Ucrania · 109 + 132 = 241    |
| 75 kg (19.04)  | Hripsime Jurshudian Armenia 122 + 140 = 262    | Tatiana Matveyeva · Rusia · 108 + 139 = 247           | Lidia Valentín · España · 115 + 132 = 247        |
| +75 kg (20.04) | Olha Korobka · Ucrania · 133 + 160 = 293       | Katsiaryna Shkuratava · Bielorrusia · 116 + 140 = 256 | Yuliya Dovhal · Ucrania · 115 + 140 = 255        |

1. 1 2 3  Arrancada (kg) + dos tiempos (kg) = total olímpico (kg).

## Medallero
| Núm. | País        | Oro | Plata | Bronce | Total |
| ---- | ----------- | --- | ----- | ------ | ----- |
| 1    | Rusia       | 3   | 4     | 3      | 10    |
| 2    | Armenia     | 3   | 3     | 0      | 6     |
| 3    | Rumania     | 2   | 0     | 0      | 2     |
| 4    | Ucrania     | 1   | 1     | 2      | 4     |
| 5    | Moldavia    | 1   | 0     | 2      | 3     |
| 5    | Polonia     | 1   | 0     | 2      | 3     |
| 7    | España      | 1   | 0     | 1      | 2     |
| 8    | Eslovaquia  | 1   | 0     | 0      | 1     |
| 8    | Francia     | 1   | 0     | 0      | 1     |
| 8    | Letonia     | 1   | 0     | 0      | 1     |
| 11   | Bielorrusia | 0   | 3     | 2      | 5     |
| 11   | Turquía     | 0   | 3     | 2      | 5     |
| 13   | Noruega     | 0   | 1     | 0      | 1     |
| 14   | Italia      | 0   | 0     | 1      | 1     |
|      | TOTAL       | 15  | 15    | 15     | 45    |